# Hu Qianxun

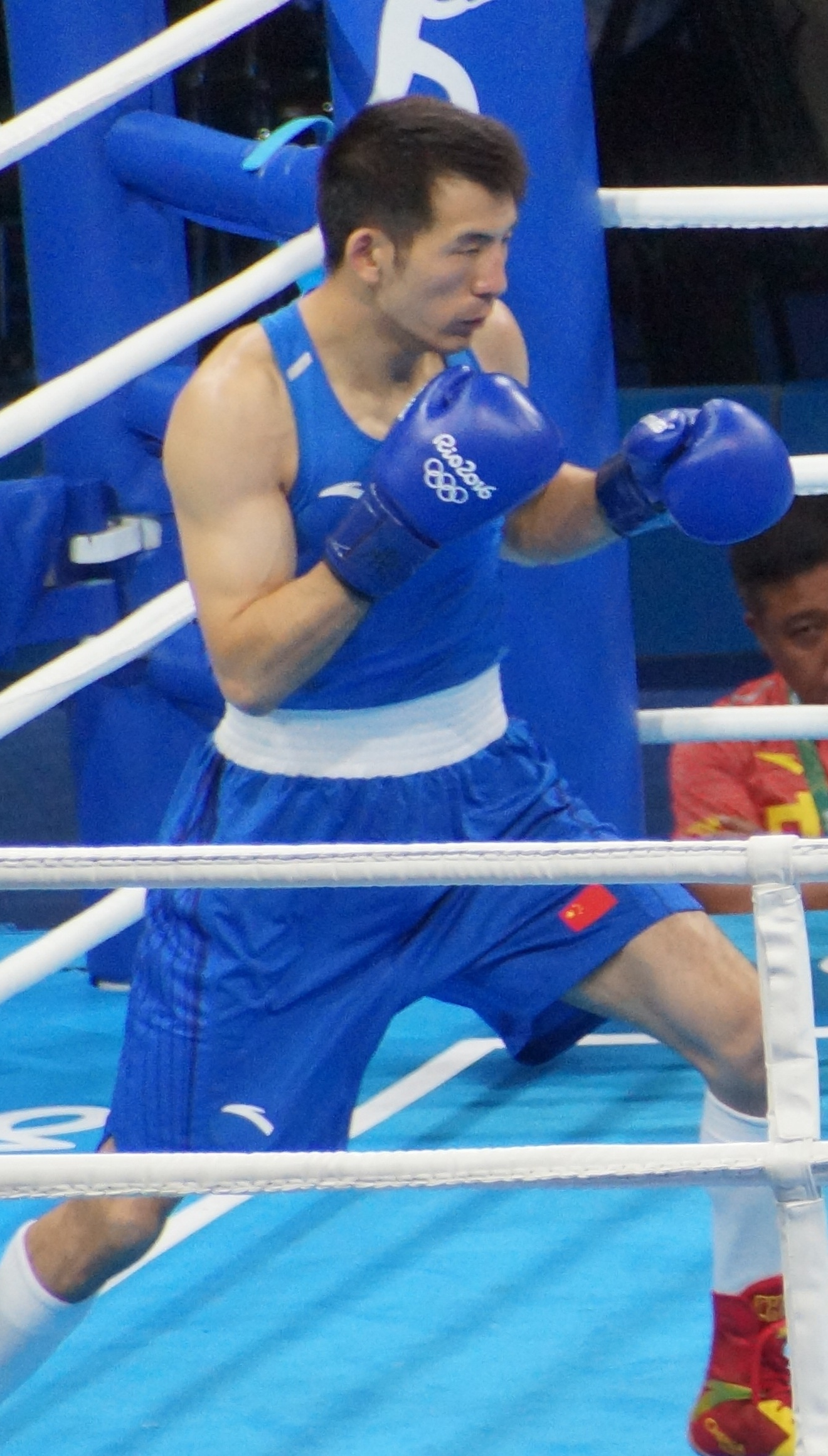
Hu Qianxun bei den Olympischen Spielen 2016

Hu Qianxun (chinesisch 胡 谦逊; * 18. September 1987 in Wenzhou, China) ist ein chinesischer Boxer und Olympiateilnehmer von 2016 im Halbweltergewicht.

## Karriere
Hu Qianxun war Viertelfinalist der Asienmeisterschaften 2009 und erreichte die zweite Vorrunde bei den Weltmeisterschaften 2009. Zudem war er Viertelfinalist der Militärweltspiele 2011.
Im März/April 2016 erreichte er bei der asiatischen Olympiaqualifikation mit Siegen gegen Karim Kaim, Khir Akyazlan, Pan Hung-Min und Ermek Sakenow, sowie einer Niederlage gegen Abylaichan Schüssipow, den dritten Platz und qualifizierte sich damit für die Olympischen Spiele 2016 in Rio de Janeiro. Dort erreichte er kampflos gegen den aus medizinischen Gründen gesperrten Raúl Curiel das Achtelfinale, wo er Howhannes Batschkow mit 2:1 besiegte. Im anschließenden Viertelfinale schied er gegen den amtierenden Weltmeister Witali Dunaizew mit 0:3 aus.
Seit 2017 boxt er für das Team China Dragons in der World Series of Boxing (WSB).